# 長岡郡
- 令制国一覧 > 南海道 > 土佐国 > 長岡郡
- 日本 > 四国地方 > 高知県 > 長岡郡

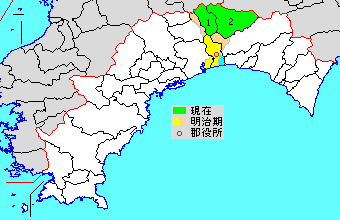
高知県長岡郡の位置（1.本山町 2.大豊町 薄黄：後に他郡に編入された区域 水色：後に他郡から編入した区域）

長岡郡（ながおかぐん、ながおかのごおり）は、高知県（土佐国）の郡。
人口5,620人、面積449.28km²、人口密度12.5人/km²。（2025年4月1日、推計人口）
以下の2町を含む。
- 本山町（もとやまちょう）
- 大豊町（おおとよちょう）

## 郡域
1879年（明治12年）に行政区画として発足した当時の郡域は、上記2町のほか、下記の区域にあたる。
- 南国市の大部分（前浜、田村、立田、堀ノ内、包末、金地以東を除く）
- 高知市の一部（布師田を除く国分川より南東）
- 香美市の一部（土佐山田町須江、土佐山田町新改、土佐山田町入野、土佐山田町東川、土佐山田町角茂谷以西）
- 土佐郡土佐町の一部（田井・大渕・古味・井尻・下川・上津川）

## 古代
郡の設置時期は不明だが、西大寺旧境内で発掘された宝亀2年（771年）以前の木簡に、長岡という郡の名が見えるので、これ以前にあったことは確実である。また、石神遺跡から出た木簡に、「□岡評」（□は不明な字）と記されたものがあり、この□がだいぶ薄れているが長とも読めそうな形である。もし長岡評なら、評制が敷かれた7世紀に設置されたとみなせるが、断定はできない。平安時代には土佐国の国府が置かれた。

### 式内社
『延喜式』神名帳に記される郡内の式内社。
| 神名帳             | 神名帳            | 神名帳 | 神名帳 | 比定社       | 比定社                     | 比定社 | 集成 |
| 社名               | 読み              | 格     | 付記   | 社名         | 所在地                     | 備考   | 集成 |
| ------------------ | ----------------- | ------ | ------ | ------------ | -------------------------- | ------ | ---- |
| 長岡郡 5座（並小） |                   |        |        |              |                            |        |      |
| 豊岡上天神社       | トヨヲカノ-       | 小     |        | 豊岡上天神社 | 高知県南国市岡豊町常通寺島 |        |      |
| 朝峯神社           | アサミネノ        | 小     |        | 朝峯神社     | 高知県高知市介良乙         |        |      |
| 殖田神社           | ウヱタノ          | 小     |        | 殖田神社     | 高知県南国市植田           |        |      |
| 小野神社           | ヲノ              | 小     |        | 小野神社     | 高知県南国市岡豊町小蓮     |        |      |
| 石土神社           | イハツチ イシツチ | 小     |        | 石土神社     | 高知県南国市十市           |        |      |
| 凡例を表示         |                   |        |        |              |                            |        |      |

## 近世以降の沿革
- 明治初年時点で、全域が土佐高知藩領であった。「旧高旧領取調帳」に記載されている村（一部は郷）は以下の通り。（4郷1町50村）

御免町、種崎村、仁井田村、池村、吸江村、五台山村、屋頭村、下田村、衣笠村、十市村、浜蚊居田村、里蚊居田村、片山村、大埇村、介良村、高須村、大津村、妙見村、篠原村、野田村、小籠村、芳田村、常通寺島村、江村、八幡村、西野地村、中島村、蒲原村、滝本村、小野村、定林寺村、蓮如寺村、上倉郷、廿枝村、笠ノ川村、国分村、左右山村、比江村、陶村、入野村、新改村、上蚊居田村、久次村、植田村、久礼田村、植野村、領石村、宍崎村、才谷村、戸山村、亀岩村、天行寺村、甫喜山郷、本山郷、豊永郷
- 明治4年7月14日（1871年8月29日） - 廃藩置県により高知県の管轄となる。
- 明治9年 - 下田村・衣笠村が合併して稲生村となる。（4郷1町49村）
- 明治12年（1879年）1月4日[10] - 郡区町村編制法の高知県での施行により行政区画としての長岡郡が発足。郡役所が大埇村に設置。
- 明治17年 - 小野村・蓮如寺村が合併して小蓮村となる。（4郷1町48村）

### 町村制以降の沿革

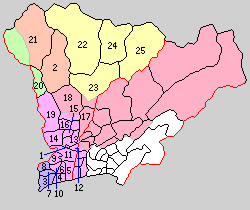
1.後免町 2.西本山村 3.三里村 4.十市村 5.三和村 6.稲生村 7.五台山村 8.高須村 9.大津村 10.介良村 11.大篠村 12.野田村 13.長岡村 14.岡豊村 15.国比左村 16.久礼田村 17.新改村 18.瓶岩村 19.上倉村 20.田井村 21.吉野村 22.東本山村 23.天坪村 24.西豊永村 25.東豊永村（紫：高知市 桃：南国市 赤：香美市 黄：大豊町 橙：本山町 緑：土佐郡土佐町）

- 明治22年（1889年）4月1日 - 町村制の施行により、以下の町村が発足。（1町24村）
  - 後免町（御免町が単独町制。現・南国市）
  - 西本山村 ← 本山郷［本山村・大石村・吉延村・高津野村・古田村・井ノ窪村・下津野村・木能津村・上関村・下関村・北山村・介藤村］（現・本山町）
  - 三里村 ← 種崎村、仁井田村、池村（現・高知市）
  - 十市村（単独村制。現・南国市）
  - 三和村 ← 浜蚊居田村、里蚊居田村、片山村（現・南国市）
  - 稲生村（単独村制。現・南国市）
  - 五台山村 ← 五台山村、吸江村、屋頭村（現・高知市）
  - 高須村、大津村（それぞれ単独村制。現・高知市）
  - 介良村（単独村制。現・高知市、南国市）
  - 大篠村 ← 大埇村、篠原村、明見村（現・南国市）
  - 野田村（単独村制。現・南国市）
  - 長岡村 ← 西野地村、廿枝村（現・南国市）
  - 岡豊村 ← 八幡村、笠ノ川村、小蓮村、定林寺村、滝本村、蒲原村、常通寺島村、中島村、小籠村、芳田村、江村（現・南国市）
  - 国比左村 ← 国分村、比江村、左右山村（現・南国市）
  - 久礼田村 ← 植田村、植野村、久礼田村、領石村（現・南国市）
  - 新改村 ← 新改村、入野村、上蚊居田村、久次村、甫喜山郷［平山村・東川村・曽我部川村］、陶村（現・香美市）
  - 瓶岩村 ← 上倉郷［樫谷村・穴内村］（現・香美市）、甫喜山郷［四手藤村[11]（現・香美市）・成相村（現・南国市）］、宍崎村、天行寺村、戸山村、才谷村、亀岩村（現・南国市）
  - 上倉村 ← 上倉郷［上倉村・中谷村・桑ノ川村・黒滝村[12]・大改野村・奈路村・八饗村・白木谷村］（現・南国市）
  - 田井村 ← 本山郷［田井村］（現・土佐郡土佐町）
  - 吉野村 ← 本山郷［汗見村・寺家村・坂本村・立野村・屋所村・売生野村・七戸村[13]・沢柿内村（現・本山町）・井尻村・下川村・上津川村・大淵村・古味村（現・土佐郡土佐町）］
  - 東本山村 ← 本山郷［津家村・和田村・穴内村・敷岩村・日浦村・高須村・小川村・杉村・立川上名村・立川下名村・葛原村・谷村・磯谷村・尾生村・川口村］（現・大豊町）
  - 天坪村 ← 豊永郷［久寿軒村・戸手野村・馬瀬村・角茂谷村・北川村（現・香美市）・中村大王村（現・大豊町）］
  - 西豊永村 ← 豊永郷［粟生村・梶ヶ内村・寺内村・西久保村・安野々村・川戸村・連火村・桃原村・船戸村・中屋村・庵谷村・黒石村・柳野村・大砂子村・永淵村・大窪村・奥大田村］（現・大豊町）
  - 東豊永村 ← 豊永郷［大平村・柚ノ木村・怒田村・下ノ土居村・川井村・筏木村・大滝村・八川村・中内村・南大王村・岩原村・西峯村・立野村・八畝村・西川村］（現・大豊町）
- 明治23年（1890年）6月1日 - 西本山村が改称して本山村となる。
- 明治24年（1891年）4月1日 - 郡制を施行。
- 明治30年（1897年）8月1日 - 国比左村が改称して国府村となる。
- 明治37年（1904年）
  - 4月 - 瓶岩村の一部（樫谷・穴内・繁藤・北滝本）が天坪村に編入。
  - 天坪村の一部（中村大王）が東本山村に編入。
- 明治42年（1909年）6月1日 - 本山村が町制施行して本山町となる。（2町23村）
- 大正7年（1918年）7月16日 - 東本山村が改称して大杉村となる。
- 大正12年（1923年）4月1日 - 郡会が廃止。郡役所は存続。
- 大正15年（1926年）7月1日 - 郡役所が廃止。以降は地域区分名称となる。
- 昭和17年（1942年）6月1日 - 三里村・五台山村・高須村が高知市に編入。（2町20村）
- 昭和29年（1954年）9月1日 - 新改村が香美郡山田町・佐岡村・片地村・大楠植村・明治村と合併して香美郡土佐山田町が発足し、郡より離脱。（2町19村）
- 昭和30年（1955年）
  - 3月31日（2町15村）
    - 田井村が土佐郡森村・地蔵寺村と合併して土佐郡土佐村が発足。
    - 東豊永村・西豊永村・大杉村・天坪村が合併して大豊村が発足。

  - 4月20日 - 本山町・吉野村が合併し、改めて本山町が発足。（2町14村）
- 昭和31年（1956年）
  - 9月1日 - 大豊村の一部（上穴内・樫谷・繁藤・北滝本および角茂谷の一部）が香美郡土佐山田町に編入。
  - 9月30日（2町6村）
    - 後免町・上倉村・瓶岩村・久礼田村・国府村・長岡村が合併し、改めて後免町が発足。
    - 大篠村・三和村・稲生村・十市村が香美郡日章村・前浜村と合併して香長村が発足。
- 昭和34年（1959年）
  - 10月1日 - 後免町・香長村・野田村・岡豊村が香美郡岩村と合併して南国市が発足し、郡より離脱。（1町3村）
  - 10月7日 - 介良村の一部（伊達野の一部）が南国市に編入。
- 昭和36年（1961年）4月1日 - 本山町の一部（上津川・下川・古味・井尻・大淵）が土佐郡土佐村に編入。
- 昭和47年（1972年）
  - 2月1日 - 大津村・介良村が高知市に編入。（1町1村）
  - 4月1日 - 大豊村が町制施行して大豊町となる。（2町）

### 変遷表
| 明治22年以前 | 明治22年4月1日    | 明治22年 - 昭和19年          | 明治22年 - 昭和19年         | 昭和20年 - 昭和29年                    | 昭和30年 - 昭和63年                 | 昭和30年 - 昭和63年                | 平成1年 - 現在        | 現在   |
| ------------ | ----------------- | ---------------------------- | --------------------------- | -------------------------------------- | ----------------------------------- | ---------------------------------- | --------------------- | ------ |
|              | 田井村            | 田井村                       | 田井村                      | 田井村                                 | 昭和30年3月31日 土佐郡 土佐村の一部 | 土佐郡 土佐村の一部                |                       | 土佐町 |
|              | 吉野村            | 吉野村                       | 吉野村                      | 吉野村                                 | 昭和30年4月20日 本山町              | 昭和36年4月1日 土佐郡 土佐村に編入 |                       | 土佐町 |
|              | 吉野村            | 吉野村                       | 吉野村                      | 吉野村                                 | 昭和30年4月20日 本山町              | 本山町                             | 本山町                | 本山町 |
|              | 西本山村          | 明治23年6月1日 改称 本山村   | 明治42年6月1日 町制         | 本山町                                 | 昭和30年4月20日 本山町              | 本山町                             | 本山町                | 本山町 |
|              | 新改村            | 新改村                       | 新改村                      | 昭和29年9月1日 香美郡 土佐山田町の一部 |                                     |                                    | 平成18年3月1日 香美市 | 香美市 |
|              | 東豊永村          | 東豊永村                     | 東豊永村                    | 東豊永村                               | 昭和30年3月31日 大豊村              | 昭和47年4月1日 町制                | 大豊町                | 大豊町 |
|              | 西豊永村          | 西豊永村                     | 西豊永村                    | 西豊永村                               | 昭和30年3月31日 大豊村              | 昭和47年4月1日 町制                | 大豊町                | 大豊町 |
|              | 東本山村          | 大正7年6月7日 改称 大杉村    | 大正7年6月7日 改称 大杉村   | 大杉村                                 | 昭和30年3月31日 大豊村              | 昭和47年4月1日 町制                | 大豊町                | 大豊町 |
|              | 天坪村            | 天坪村                       | 天坪村                      | 天坪村                                 | 昭和30年3月31日 大豊村              | 昭和47年4月1日 町制                | 大豊町                | 大豊町 |
|              | 瓶岩村            | 明治37年4月 天坪村に編入     | 天坪村                      | 天坪村                                 | 昭和30年3月31日 大豊村              | 昭和47年4月1日 町制                | 大豊町                | 大豊町 |
|              | 瓶岩村            | 瓶岩村                       | 瓶岩村                      | 瓶岩村                                 | 昭和31年9月30日 後免町              | 昭和34年10月1日 南国市             | 南国市                | 南国市 |
|              | 後免町            | 後免町                       | 後免町                      | 後免町                                 | 昭和31年9月30日 後免町              | 昭和34年10月1日 南国市             | 南国市                | 南国市 |
|              | 長岡村            | 長岡村                       | 長岡村                      | 長岡村                                 | 昭和31年9月30日 後免町              | 昭和34年10月1日 南国市             | 南国市                | 南国市 |
|              | 国比左村          | 明治30年8月1日 改称 国府村   | 明治30年8月1日 改称 国府村  | 国府村                                 | 昭和31年9月30日 後免町              | 昭和34年10月1日 南国市             | 南国市                | 南国市 |
|              | 久礼田村          | 久礼田村                     | 久礼田村                    | 久礼田村                               | 昭和31年9月30日 後免町              | 昭和34年10月1日 南国市             | 南国市                | 南国市 |
|              | 上倉村            | 上倉村                       | 上倉村                      | 上倉村                                 | 昭和31年9月30日 後免町              | 昭和34年10月1日 南国市             | 南国市                | 南国市 |
|              | 大篠村            | 大篠村                       | 大篠村                      | 大篠村                                 | 昭和31年9月30日 香長村              | 昭和34年10月1日 南国市             | 南国市                | 南国市 |
|              | 稲生村            | 稲生村                       | 稲生村                      | 稲生村                                 | 昭和31年9月30日 香長村              | 昭和34年10月1日 南国市             | 南国市                | 南国市 |
|              | 十市村            | 十市村                       | 十市村                      | 十市村                                 | 昭和31年9月30日 香長村              | 昭和34年10月1日 南国市             | 南国市                | 南国市 |
|              | 三和村            | 三和村                       | 三和村                      | 三和村                                 | 昭和31年9月30日 香長村              | 昭和34年10月1日 南国市             | 南国市                | 南国市 |
|              | 香美郡 前浜村     |                              |                             |                                        | 昭和31年9月30日 香長村              | 昭和34年10月1日 南国市             | 南国市                | 南国市 |
|              |                   | 昭和17年7月1日 香美郡 日章村 |                             |                                        | 昭和31年9月30日 香長村              | 昭和34年10月1日 南国市             | 南国市                | 南国市 |
|              | 野田村            | 野田村                       | 野田村                      | 野田村                                 | 野田村                              | 昭和34年10月1日 南国市             | 南国市                | 南国市 |
|              | 香美郡 岩村の一部 | 香美郡 岩村の一部            | 香美郡 岩村の一部           | 昭和27年10月1日 野田村に編入           | 野田村                              | 昭和34年10月1日 南国市             | 南国市                | 南国市 |
|              | 岡豊村            | 岡豊村                       | 岡豊村                      | 岡豊村                                 | 岡豊村                              | 昭和34年10月1日 南国市             | 南国市                | 南国市 |
|              | 介良村            | 介良村                       | 介良村                      | 介良村                                 | 介良村                              | 昭和34年10月7日 南国市に編入       | 南国市                | 南国市 |
|              | 介良村            | 介良村                       | 介良村                      | 介良村                                 | 介良村                              | 昭和47年2月1日 高知市に編入        |                       | 高知市 |
|              | 大津村            | 大津村                       | 大津村                      | 大津村                                 | 大津村                              | 昭和47年2月1日 高知市に編入        |                       | 高知市 |
|              | 三里村            | 昭和17年6月1日 高知市に編入  | 昭和17年6月1日 高知市に編入 |                                        |                                     |                                    |                       | 高知市 |
|              | 五台山村          | 昭和17年6月1日 高知市に編入  | 昭和17年6月1日 高知市に編入 |                                        |                                     |                                    |                       | 高知市 |
|              | 高須村            | 昭和17年6月1日 高知市に編入  | 昭和17年6月1日 高知市に編入 |                                        |                                     |                                    |                       | 高知市 |

## 行政

### 歴代郡長
| 代 | 氏名                   | 就任年月日             | 退任年月日                | 備考                   |
| -- | ---------------------- | ---------------------- | ------------------------- | ---------------------- |
| 1  | 細川是非之助、森新太郎 | 明治11年（1878年）     |                           | 共同郡長               |
| 2  | 浜口真澄               | 明治14年（1881年）3月  |                           |                        |
| 3  | 細川是非之助           | 明治14年（1881年）6月  |                           | 細川元共同郡長が再任   |
| 4  | 山崎慎三               | 明治16年（1883年）1月  |                           |                        |
| 5  | 久万裕                 | 明治17年（1884年）9月  |                           |                        |
| 6  | 島村笑児               | 明治19年（1886年）3月  |                           |                        |
| 7  | 浜口真澄               | 明治22年（1889年）1月  |                           | 2代の再任              |
| 8  | 福山宏                 | 明治23年（1890年）3月  |                           |                        |
| 9  | 高野正雄               | 明治23年（1890年）     |                           |                        |
| 10 | 呉服絹（くれはかとり） | 明治26年（1893年）6月  |                           |                        |
| 11 | 浜田厳彦               | 明治28年（1895年）5月  |                           |                        |
| 12 | 徳永秀実               | 明治38年（1905年）12月 |                           |                        |
| 13 | 小松延齢               | 明治39年（1906年）6月  |                           |                        |
| 14 | 佐藤二郎               | 明治41年（1908年）12月 |                           |                        |
| 15 | 西山精一               | 明治44年（1911年）4月  |                           |                        |
| 16 | 藤利兵                 | 大正2年（1913年）8月   |                           |                        |
| 17 | 斎藤基良               | 大正6年（1917年）3月   |                           |                        |
| 18 | 谷秀次                 | 大正9年（1920年）2月   |                           |                        |
| 19 | 中屋弼馬               | 大正12年（1923年）3月  |                           |                        |
| 20 | 西岡里吉               | 大正13年（1924年）12月 | 大正15年（1926年）6月30日 | 郡役所廃止により、廃官 |

（『土佐山田町史』1177頁）